# Belfield (Dakota del Norte)
Belfield es una ciudad ubicada en el condado de Stark en el estado estadounidense de Dakota del Norte. En el censo de 2010 tenía una población de 800 habitantes y una densidad poblacional de 282,86 personas por km².

## Geografía
Belfield se encuentra ubicada en las coordenadas 46°53′10″N 103°11′54″O / 46.88611, -103.19833. Según la Oficina del Censo de los Estados Unidos, Belfield tiene una superficie total de 2.83 km², de la cual 2.79 km² corresponden a tierra firme y (1.19%) 0.03 km² es agua.

## Demografía
Según el censo de 2010, había 800 personas residiendo en Belfield. La densidad de población era de 282,86 hab./km². De los 800 habitantes, Belfield estaba compuesto por el 97.25% blancos, el 0% eran afroamericanos, el 0.88% eran amerindios, el 0.88% eran asiáticos, el 0% eran isleños del Pacífico, el 0.63% eran de otras razas y el 0.38% pertenecían a dos o más razas. Del total de la población el 1.88% eran hispanos o latinos de cualquier raza.